# Рама, Кароль
Ка́роль Ра́ма, собственно Ольга Каролина Рама (итал. Carol Rama, Olga Carolina Rama, 17 апреля 1918, Турин — 25 сентября 2015, Турин, Италия) — итальянская художница-самоучка.

## Биография
Когда девочке было 15 лет, её мать поместили в психиатрическую клинику. Через несколько лет её отец разорился и покончил с собой. Рисовала с детства. Ранние работы художницы охватывают темы сексуальности, женского тела и болезни. Фашистский режим Муссолини посчитал её работы непристойными, их заклеймили как порнографию. Открывшаяся в 1945 году выставка её акварельных работ была тут же закрыта туринской полицией за непристойность.
В 1950-х присоединилась к движению конкретистов. В конце 1960-х — начале 1970-х познакомилась с Бунюэлем, Орсоном Уэллсом, Ман Рэем, Энди Уорхолом, Итало Кальвино, Эдоардо Сангвинети, они представляли её выставки в Турине, Пистойе, Риме, позже к ним присоединились Леа Верджине и Акилле Бонито Олива.

## Выставки
Кроме Италии, работы Кароль Рама были не раз показаны в США, Франции, Германии, Австрии, Швейцарии. Большая ретроспектива работ художницы была развернута в 1998 году в знаменитом Городском музее Амстердама, затем она переехала в Институт современного искусства в Бостоне. На следующий год ретроспективу Кароль Рама показали в её родном Турине.
В октябре 2015 года в музее современного искусства EMMA в Эспоо (Финляндия) была открыта ретроспективная выставка художницы.

## Признание
- Золотой лев Венецианской биеннале за жизненное достижение (2003).